# Happy jazz album
Happy jazz album je četvrti studijski album hrvatske džez i rok pevačice Zdenke Kovačiček, koji je 1989. objavila diskografska kuća Helidon.
Materijal snima sa triom Vanje Lisaka i sa gostima Georgijem Garanjanijem i Pepinom Prinčipeom. Uz standardne džez obrade na albumu se još nalaze i "Dobro veče džezeri" (obrada Bajagine kompozicije "Dobro jutro džezeri") i "Mercedes-benc" (kompozicija Dženis Džoplin), a sadrži i njen hit "Zbog jedne davne melodije" (Miljenko Prohaska / Drago Britvić).